# Himalayaklauwier
De himalayaklauwier (Lanius tephronotus) is een zangvogel uit de familie klauwieren (Laniidae).

## Verspreiding en leefgebied
Deze soort broedt in de Himalaya en China. Na de broedtijd trekt de vogel zuidwaarts tot in zuidoostelijk Azië. Er zijn twee ondersoorten:
- L. t. lahulensis: noordwestelijk India en zuidwestelijk China.
- L. t. tephronotus: van de Himalaya tot centraal China

## Status
De grootte van de populatie is niet gekwantificeerd maar de soort wordt omschreven als vrij algemeen. Op de Rode lijst van de IUCN heeft deze soort de status niet bedreigd.